# Sergei Stadnikov

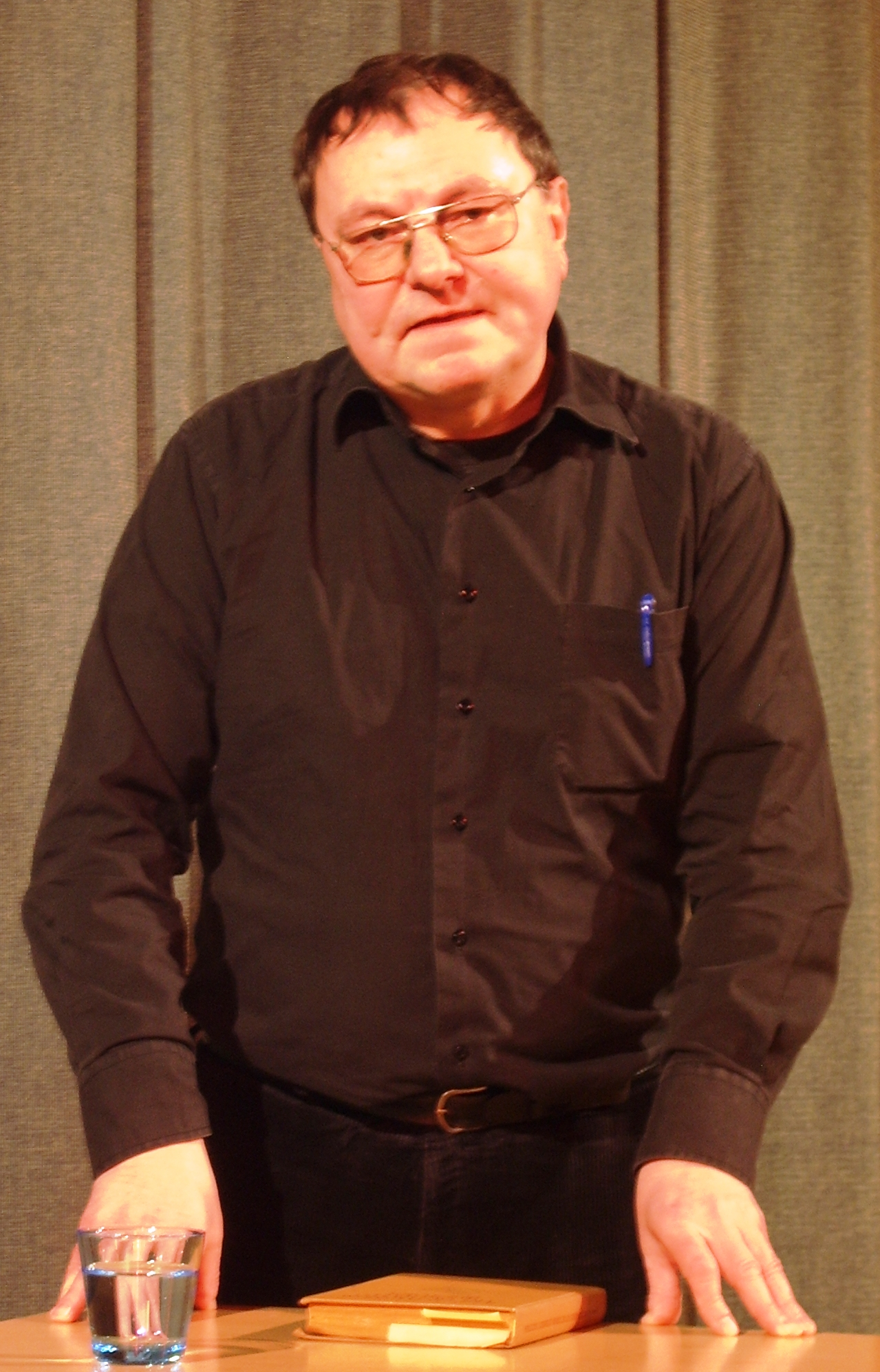
Sergei Stadnikov (2010)

Sergei Stadnikov (* 20. Juli 1956 in Pärnu; † 26. Juni 2015 in Tallinn) war ein estnischer Ägyptologe, Historiker, Publizist und Übersetzer.

## Leben
Sergei Stadnikov schloss die Schule im Tallinner Stadtteil Pirita ab. Er studierte von 1977 bis 1982 an der Staatlichen Universität Tartu Geschichte. Gleichzeitig begann er ein Studium der ägyptischen Sprache bei dem estnischen Sprachwissenschaftler und Orientalisten Pent Nurmekund (1906–1996). Später setzte er von 1933 bis 1984 seine ägyptologischen Studien an der Staatlichen Universität von Leningrad bei Igor Winogradow fort.
Stadnikov lehrte zuletzt am Historischen Institut der Universität Tallinn. Stadnikov legte zahlreiche Publikationen vor. 1998 erschien sein Standardwerk Vana-Egiptuse kultuurilugu („Alt-Ägyptische Kulturgeschichte“). Er arbeitete mit bekannten Assyriologen, Alttestamentlern, Hebraisten und Vertretern anderer Disziplinen der Orientalistik zusammen, wie Michael Heltzer (1928–2010), Professor für Geschichte des Altorientalismus an der Universität Haifa und dem Ägyptologen Jan Assmann.
Stadnikov leistete einen großen Beitrag zum estnischen Orientalismus, zum Studium der Ägyptologie, der Altertumswissenschaften und auch der deutschbaltischen Geschichte. In der Literaturzeitschrift Looming veröffentlichte er die erste kommentierte estnischsprachige Übersetzung der Erzählung Die Geschichte von Sinuhe. Er war Mitglied der International Association of Egyptologists (IAE) und der Akademischen Gesellschaft für deutsch-baltische Kultur in Dorpat / Tartu. Stadnikov publizierte auch zahlreiche Fachartikel in deutscher Sprache.
Neben seinen Studien zur Ägyptologie schrieb er zu allgemeinen historischen und aktuellen politischen Themen, unter anderem zu Minderheitenfragen in Estland sowie zur Krise im Nahen Osten. Politisch stand er der Zentrumspartei nahe.

## Auswahl der deutschsprachigen Veröffentlichungen
Eine vollständige Liste findet sich beim Estonian Research Information System.
- Otto Friedrich von Richter und Ägypten. In: Altorientalische Forschungen. Band 18, Nr. 2 1991, S. 195–203, doi:10.1524/aofo.1991.18.2.195.
- Die universalistischen Ausdrücke der Könige des Alten Reiches. In: Silvio Curto (Hrsg.): Sesto Congresso Internazionale di Egittologia. Turin, 1st – 8th September 1991. Abstracts of Papers. Istituto Italiano per la Civiltà Egizia, Turin 1991, S. 372–373.
- Johannes Burchart – deutsch-baltischer Arzt, Apotheker und Antikensammler. In: Göttinger Miszellen. Band 135, 1993, S. 97–100.
- Über die Willens- und Handlungsfreiheit in der Lebensgeschichte des Sinuhe. In: Mitteilungen für Anthropologie und Religionsgeschichte. Band 8, 1993, ISSN 0939-9186, S, 99–111.
- Die verallgemeinernden Ausdrücke der Könige des Alten Reiches in den Sinai-Inschriften. In: Sesto Congresso Internazionale di Egittologia. (Torino, 1–8 settembre 1991). Atti. Band 2. Istituto Italiano per la Civiltà Egizia, Turin 1993, S. 515–523.
- Gottkönig und Fremdländer. Universalistische Ausdrücke der Könige des Alten Reiches nach Offiziellen Texten. In: Manfried L. G. Dietrich (Hrsg.): In memoriam Alfred Rupp. (1930–1993) (= Mitteilungen für Anthropologie und Religionsgeschichte. Band 9). Ugarit-Verlag, Münster 1994, ISBN 3-927120-23-5, S. 291–310.
- Die Wanderungen des deutsch-baltischen Orientreisenden Alexander von Üxküll in Ägypten und Nubien 1822–1823. In: Göttinger Miszellen. Band 146, 1995, S. 71–92.
- Gottkönig und ausserägyptische Bereiche. Universalistische Ausdrücke der Könige des Alten Reiches in Ägypten nach den Pyramidentexten. In: Mitteilungen für Anthropologie und Religionsgeschichte. Band 10, 1995, S. 143–169.
- Himmelsrichtungen und „Bogenvölker“ in den Pyramidentexten. In: Christopher Eyre (Hrsg.): Seventh International Congress of Egyptologists, Cambridge, 3–9 September 1995. Abstracts of Papers. Oxbow Books for International Association of Egyptologists, Oxford 1995, ISBN 0-946897-92-1, S. 177–178.
- Architektur, Landschaft und Natur in der „Lebensgeschichte des Sinuhe“. In: Mitteilungen für Anthropologie und Religionsgeschichte. Band 11, 1996 (1997), S. 93–103.
- Jenseitsvorstellungen der Alten Ägypter: Der Begriff des Todes in der „Lebensgeschichte des Sinuhe“. In: Loccumer Protokolle. Band 16, 1998, ISSN 0177-1132, S. 87–92.
- Himmelsrichtungen und Bogenvölker als Herrschaftsbereiche des ägyptischen Königs in den Pyramidentexten. In: Christopher Eyre (Hrsg.): Proceedings of the Seventh International Congress of Egyptologists, Cambridge, 3–9 September 1995 (= Orientalia Lovaniensia analecta.Band  82). Peeters, Löwen 1998, ISBN 90-429-0014-8, S. 1095–1102.
- Zeit, Ewigkeit und Raum im Alten Ägypten als Forschungsfeld der gegenwärtigen Ägyptologie. Analyse des Forschungsstandes. In: Mitteilungen für Anthropologie und Religionsgeschichte. Band 12, 1997 (1999), S. 161–177.
- Skizzen des Lebenslaufes und wissenschaftlicher Tätigkeit des russisch-deutschbaltischen Ägyptologen und Koptologen Oscar von Lemm. In: Manfried Dietrich (Hrsg.): Religionen in einer sich ändernden Welt. Akten des dritten gemeinsamen Symposiums der Theologischen Fakultät der Universität Tartu und der Deutschen Religionsgeschichtlichen Studiengesellschaft am 14. und 15. November 1997 zu Tartu/Estland (= Forschungen zur Anthropologie und Religionsgeschichte. Band 33). Ugarit-Verlag, Münster 1999, ISBN 3-927120-69-3, S. 113–135.
- „d.t - Unendlichkeit“ und „nhh-Ewigkeit“ in den Pyramidentexten der Könige des Alten Reiches. In: Mitteilungen für Anthropologie und Religionsgeschichte. Band 14, 1999 (2001), S. 275–310.
- Otto Friedrich von Richters Forschungsreise in Unternubien im Jahre 1815. Auszüge aus dem Tagebuch. In: Gregor Ahn, Manfried L. G. Dietrich, Ansgar Häussling (Hrsg.): Religiöses Reisen. (Vorträge der 29. Studientagung der Deutschen Religiongeschichtlichen Studiengesellschaft am 19. und 20. Juni 1999 in Münster) (= Mitteilungen für Anthropologie und Religionsgeschichte. Band 15). Ugarit-Verlag, Münster 2003, ISBN 3-927120-98-7, S. 125–161.
- Heilige Geschichte als Paradigma am Beispiel von Jerusalem. In: Manfried L. G. Dietrich, Tarmo Kulmar (Hrsg.): Die Bedeutung der Religion für Gesellschaften in Vergangenheit und Gegenwart. Akten des fünften gemeinsamen Symposiums der Evangelisch-Theologischen Fakultät der Universität Tartu, der Estnischen Studiengesellschaft für Morgenlandkunde und der Deutschen Religionsgeschichtlichen Studiengesellschaft am 2. und 3. November 2001 zu Tartu/Estland (= Forschungen zur Anthropologie und Religionsgeschichte. Band 36). Ugarit-Verlag, Münster 2003, ISBN 3-934628-15-X, S. 205–214.
- Otto Friedrich von Richters Expedition in Unternubien im Jahre 1815. In: Aayko K. Eyma, Chris J. Bennett (Hrsg.): A Delta-Man in Yebu (= Occasional volume of the Egyptologists' Electronic Forum. Band 1). Universal Publishers, Parkland (FL) 2003, ISBN 1-58112-564-X, S. 190–202.
- Die Bedeutung des Alten Orients für deutsches Denken: Skizzen aus dem Zeitraum 1871–1945. Universität Heidelberg, Heidelberg 2007, doi:10.11588/propylaeumdok.00000040.
- mit Indrek Jürjo: Briefe aus Ägypten. Otto Friedrich von Richters wissenschaftliche Reise in Ägypten und Unternubien im Jahre 1815. Universität Heidelberg, Heidelberg 2007, doi:10.11588/propylaeumdok.00000086.
- als Herausgeber mit Indrek Jürjo: Briefe aus dem Morgenland. Otto Friedrich von Richters Forschungsreise in den Jahren 1814–1816 (= Schriftenreihe Hamburger Beiträge zur Geschichte des östlichen Europa. Band 20). Kovač, Hamburg 2013, ISBN 978-3-8300-7289-8.
- Die Gestaltung der Weltherrschaftsterminologie der Könige des Alten Reiches. (16th International Conference for Ancient East-Mediterranean Studies in Tartu; 10th of May 2014).
- Von der göttlichen Vorherbestimmung und der menschlichen Willensfreiheit in der „Lehre des Ptahhotep“. In: Thomas Kaemmerer, Mait Koiv (Hrsg.): Cultures in Comparison. Religion and Politics in Ancient Mediterranean Regions (= Alter Orient und Altes Testament. Band 390, Nr.  3 = Acta antiqua Mediterranea et Orientalia. Band 3). Ugarit-Verlag, Münster 2015, ISBN 978-3-86835-122-4, S. 177–186.